# Concepción de la Sierra

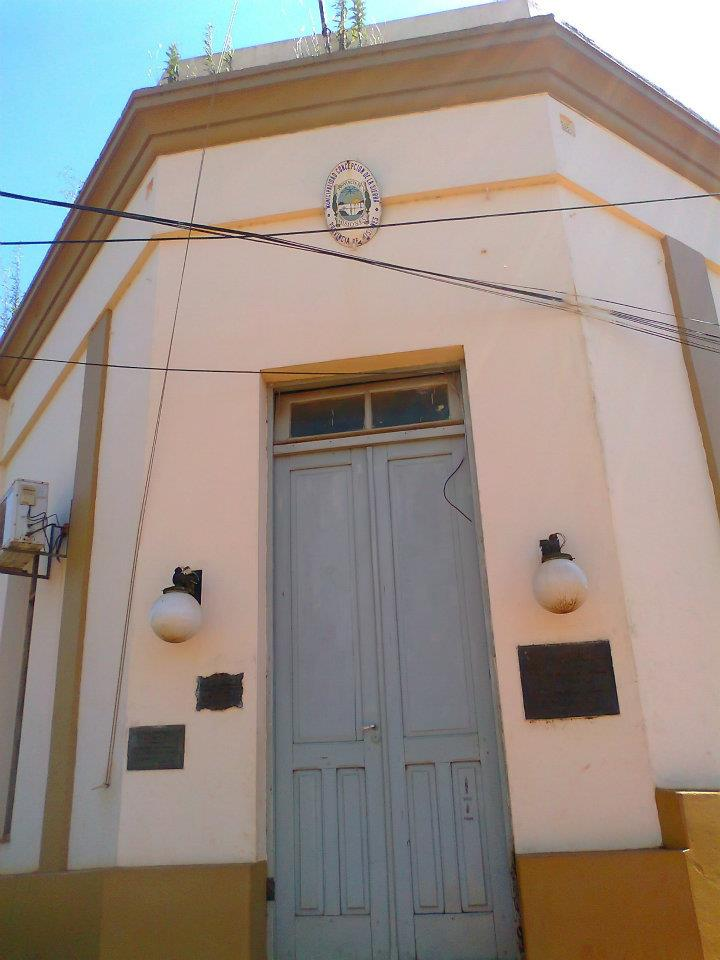
Fachada de la Municipalidad de Concepción

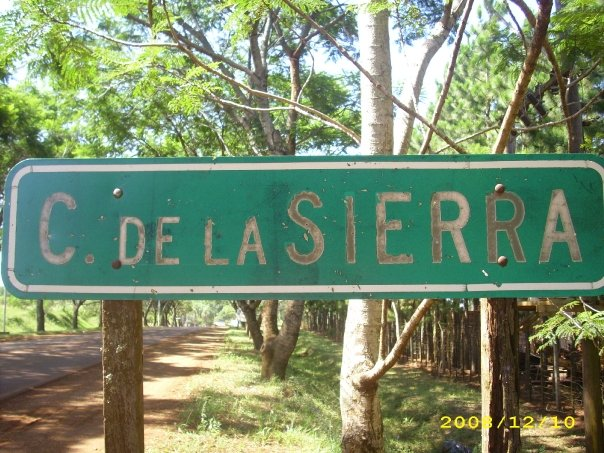
Cartel de Llegada a Concepción

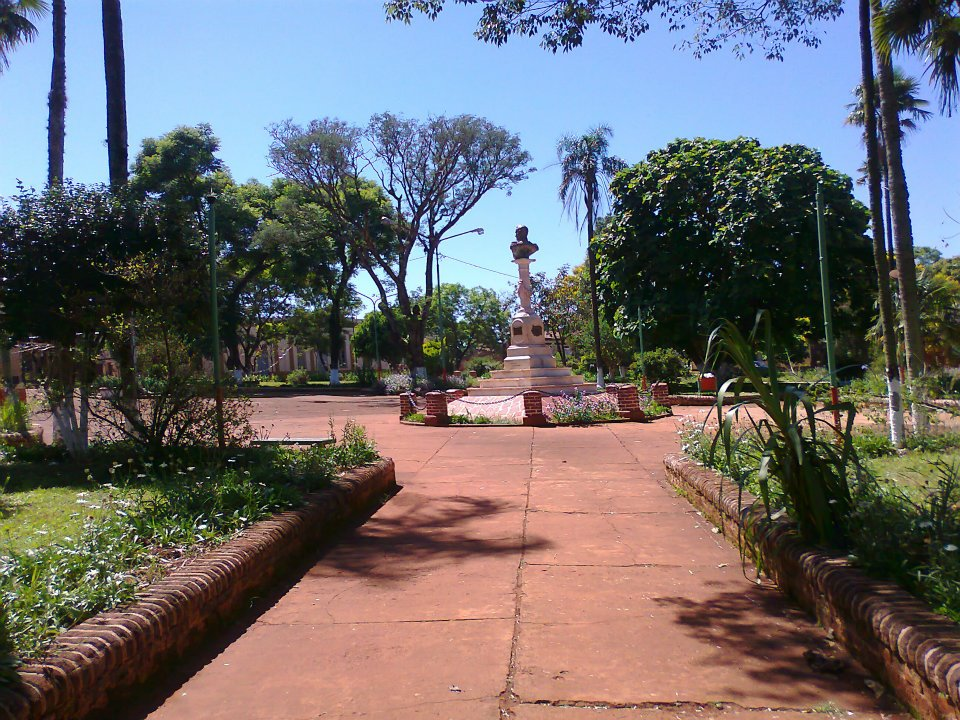
Plaza del pueblo de Concepción

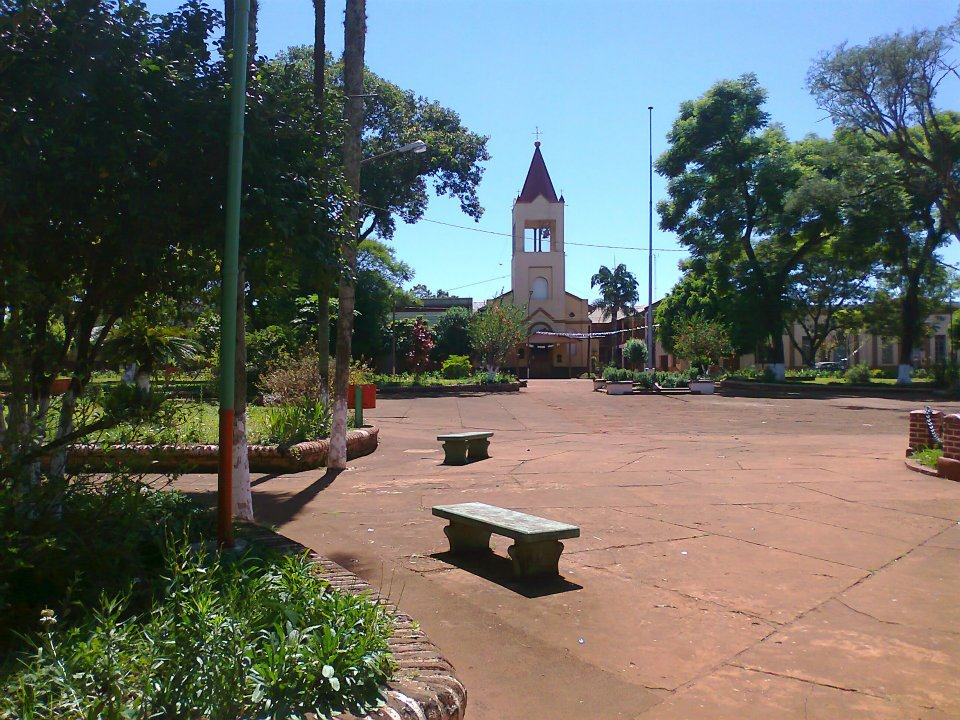
Plaza central del Pueblo de Concepción, parroquia de la Inmaculada Concepción de Fondo

Concepción de la Sierra es una ciudad argentina del sur de la provincia de Misiones, cabecera del departamento Concepción.

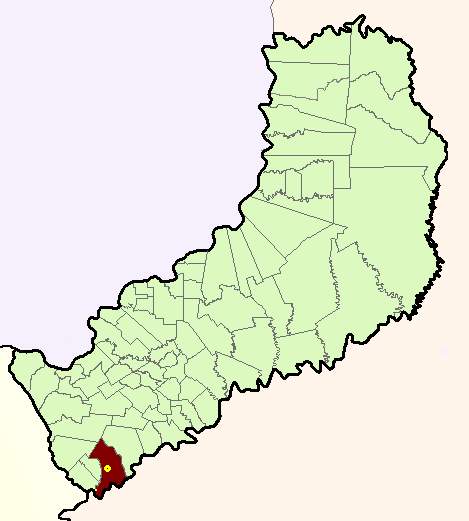
Área del municipio de Concepción de la Sierra en la provincia de Misiones; el punto pequeño es Barra Concepción

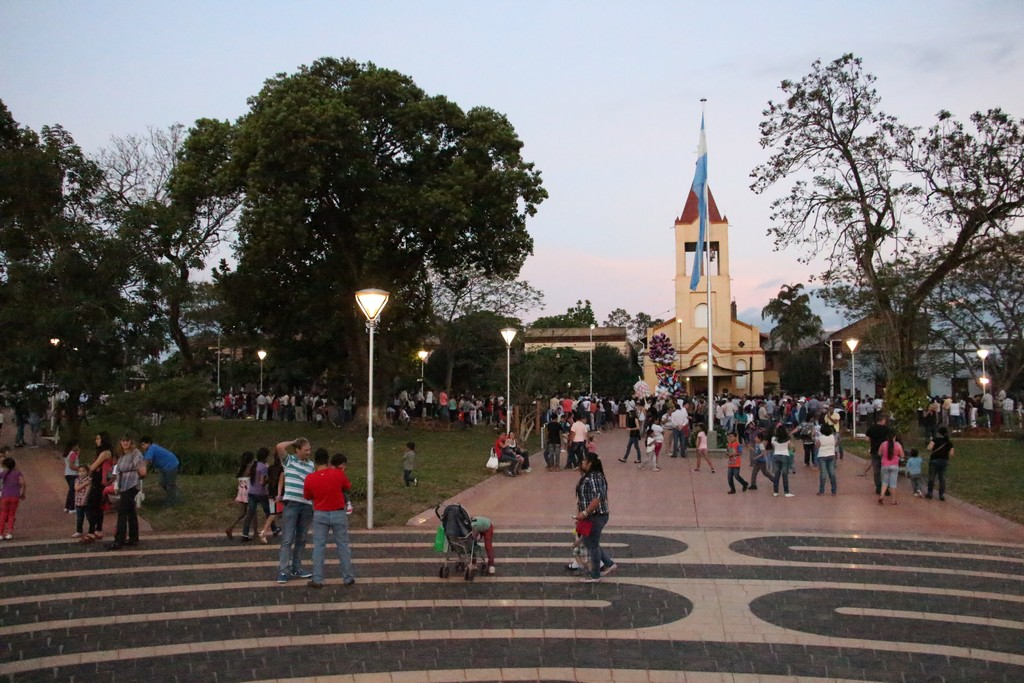
Plaza 9 de Julio

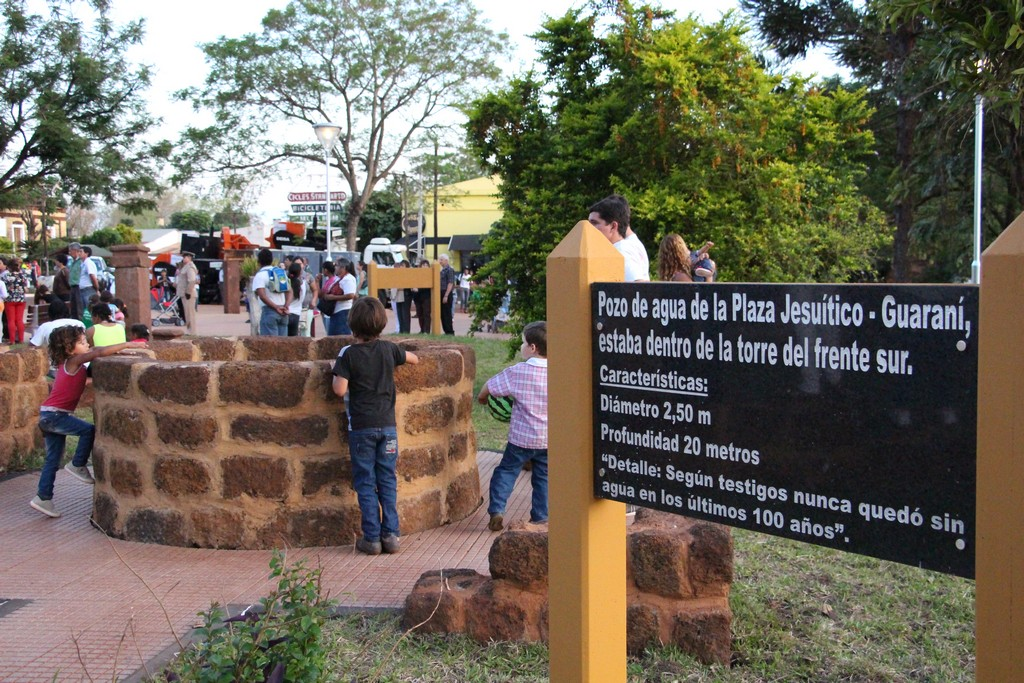
Pozo de agua jesuítico-guaraní.

Se encuentra ubicada a una latitud 27°58′ S y una longitud 55°31′ O a orillas del río Uruguay.
Fue fundada en el año 1619  por el padre jesuita San Roque González de Santa Cruz, que llegó a la región del río Arecutai (actual arroyo Tunas) y fundó la reducción  de Nuestra Señora de la Inmaculada Concepción del Ibitiracuá (Ibitiracuá: de la serranía), la primera del territorio.
El municipio contaba con 7,398 habitantes (Indec, 2010). Además de Concepción de la Sierra el municipio incluye también el núcleo urbano de Barra Concepción (también conocido como Puerto Concepción).
De acuerdo a datos preliminares del Censo Nacional de Población, hogares y viviendas realizado en 2010; denominado a nivel Nacional como el "Censo del Bicentenario" (En alusión a los 200 años de la independencia Nacional en 1810), la población actual es la siguiente: Total de viviendas: 3.080. Total de población: 9.510. Varones: 4.774. Mujeres: 4.736.
En cuanto al turismo, se pueden disfrutar de las Ruinas de Santa María la Mayor, y las Ruinas de Concepción en el cual está asentado el caso urbano del pueblo de Concepción de la Sierra.
Otro de sus atractivos es el Balneario El Persiguero: a escasos kilómetros del centro urbano se puede disfrutar de cristalinas aguas, que se ofrecen tranquilas para el disfrute de los veraneantes. Con todas las comodidades necesarias, es un lugar ideal para un día al aire libre o para acampar.
En el año 1976, un grupo de productores yerbateros pensó realizar un homenaje al trabajador de la yerba mate y crearon La Fiesta del Tarefero. La trascendencia de esta fiesta popular fue tal, que en 1985 la Cámara de Representantes de Misiones instituyó al 9 de noviembre como Día del Tarefero.
El 26 de agosto de 2015 se declara en el Senado de la Nación Argentina la  Fiesta Nacional del Tarefero a fin de darle rango nacional, incluyéndola dentro del Calendario Turístico Nacional Argentino.
Es una gran reunión familiar en la que se homenajea al trabajador que recolecta la yerba mate (principal actividad económica de la zona), compartiendo números artísticos para todas las edades. También en esos días de festival, existen competencias deportivas y de doma. 
En verano se realizan los desfiles de carnaval, del cual participan comparsas que practican a lo largo de 3 meses a fin de competir luego en los carnavales provinciales. Generalmente se dividen entre comparsas de niños hasta 14 años y comparsas de jóvenes y adultos. 
Luego de elegir los ganadores de los carnavales del pueblo, compiten también en los carnvales de la provincia de Misiones.

## Parroquias de la Iglesia católica en Concepción de la Sierra
| Diócesis  | Posadas               |
| --------- | --------------------- |
| Parroquia | Inmaculada Concepción |